# Lituanie aux Jeux olympiques d'hiver de 1994
Cet article contient des informations sur la participation et les résultats de la Lituanie aux Jeux olympiques d'hiver de 1994 à Lillehammer en Norvège.